# Maison Romanov
« Romanov » redirige ici. Pour les autres significations, voir Romanov (homonymie).
 (juillet 2024).
Si vous disposez d'ouvrages ou d'articles de référence ou si vous connaissez des sites web de qualité traitant du thème abordé ici, merci de compléter l'article en donnant les références utiles à sa vérifiabilité et en les liant à la section « Notes et références ».
La maison Romanov est la dynastie qui régne sur la Russie depuis l'élection le 21 février 1613 de Michel Ier au monastère Ipatiev de Kostroma, jusqu'à son extinction à la mort d'Élisabeth Ire en 1762.
Son nom est alors relevé par la maison d'Holstein-Gottorp-Romanov qui règne sur la Russie jusqu'à l'abdication le 2 mars 1917 (15 mars dans le calendrier grégorien) de Nicolas II, assassiné avec sa famille le 17 juillet 1918 durant la révolution russe.

## Histoire
Romanov est le nom sous lequel est désignée la dynastie russe qui a régné de 1613 (Michel Fiodorovitch) à 1762 (Élisabeth Petrovna). La maison des Holstein-Gottorp, une branche de la maison d'Oldenbourg, son héritière par les femmes, lui a succédé en relevant le nom de Romanov. Elle a été renversée, en mars 1917 (selon le calendrier grégorien), par la révolution de Février, qui marque le début de la révolution russe.

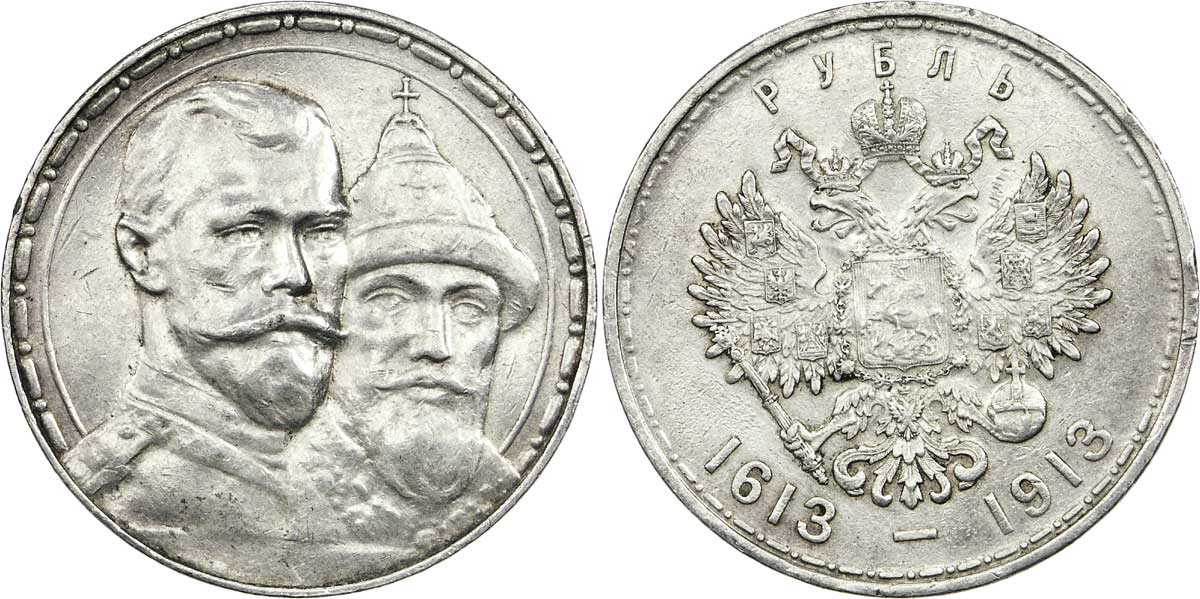
Pièce d'un rouble en argent commémorant le de la dynastie des Romanov (1913).

### Origine
Originaires de Novgorod, les Romanov (en russe : Рома́нов) s’établissent en Russie au XIVe siècle. Cette famille de boyards tient son nom de Roman Zakharine, dont la fille Anastasia a épousé le tsar Ivan le Terrible. Les enfants du frère d’Anastasia, Nikita, adoptent le nom de Romanov en l’honneur de leur grand-père. Le petit-fils de Nikita, Michel Fédorovitch, choisi par le Zemski Sobor, est le premier tsar Romanov en 1613 grâce à l’action de Kouzma Minine.

### Succession au trône impérial

Armes de la branche Romanov-Hostein-Gottorp.

La descendance des premiers Romanov s’éteint en 1762 avec la mort de l'impératrice Élisabeth Ire la Clémente. Le trône impérial russe passe alors à la branche de Holstein-Gottorp de la maison d’Oldenbourg, en la personne du tsar Pierre III. Celui-ci perpétua le nom de Romanov puisque tous ses descendants jusqu’à Nicolas II inclus l’ont repris. La branche russe de Holstein-Gottorp est encore représentée aujourd’hui, la place de prétendant au trône russe étant disputée entre le prince André Andreïevitch et la grande-duchesse Maria de Russie.

## Souverains
En 1721, Pierre le Grand décrète que le titre latin d’empereur doit être utilisé à la place de son équivalent slave tsar (ou csar, ce mot slave vient lui-même directement du latin Cæsar). Il devient ainsi empereur de Russie, bien que le terme de tsar reste couramment utilisé en Russie et dans le reste de l’Europe.

### Tsars de Russie
- 1613-1645 : Michel Ier
- 1645-1676 : Alexis Ier le Paisible
- 1676-1682 : Fédor III
- 1682-1696 : Ivan V

### Empereurs de Russie
- Pierre Ier, 1er empereur

- Catherine Ire, seconde épouse de Pierre le Grand.

- Pierre III, petit-fils de Pierre le Grand

- Anne Ire, fille d'Ivan V, tsar de Russie
- Élisabeth Ire, fille de Pierre le Grand.

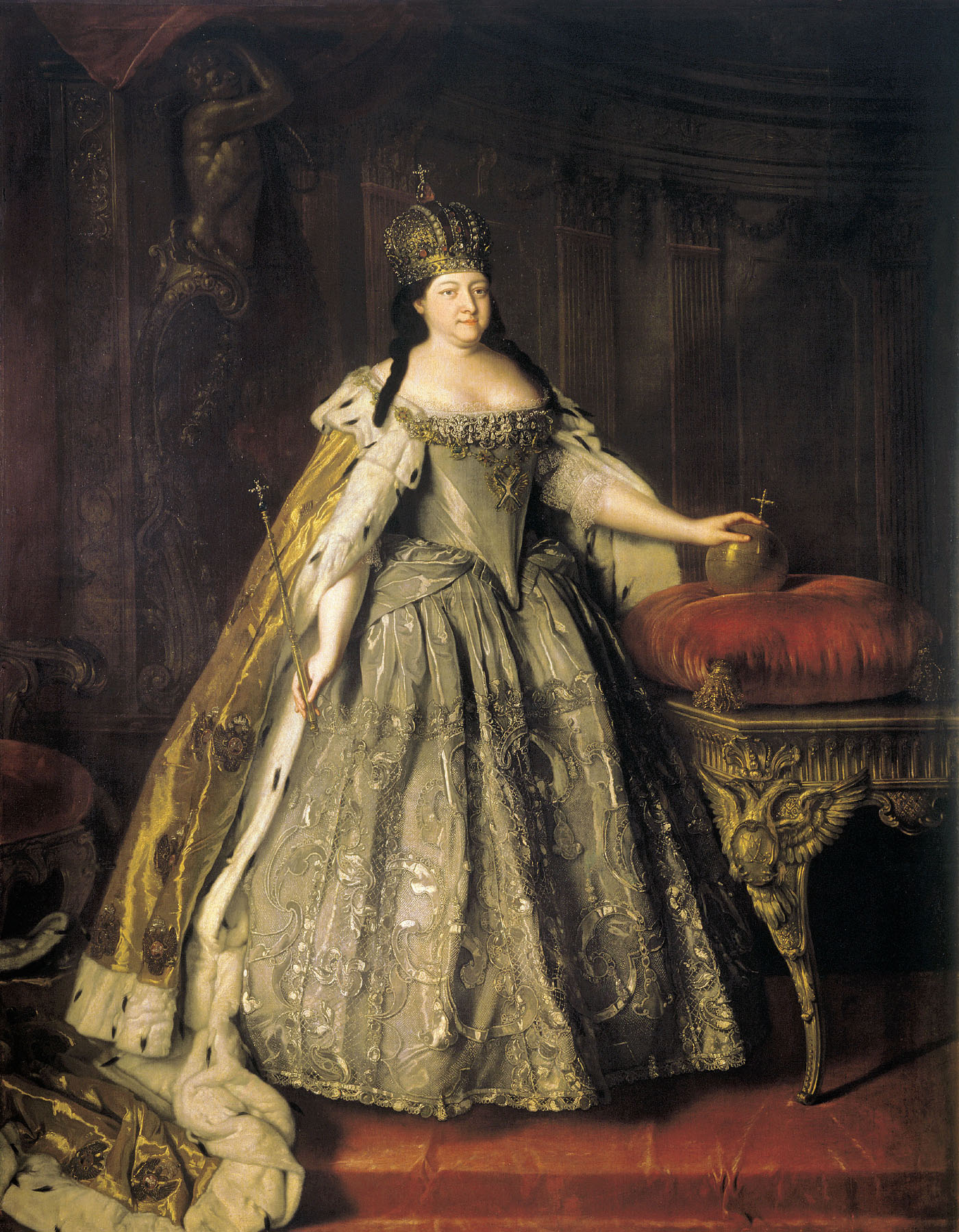
.

## Maison d'Oldenbourg

### Pierre III
Pierre III Fiodorovitch (Пётр III Фёдорович) est né le 21 février 1728 à Kiel. Il est le fils du duc Charles-Frédéric de Holstein-Gottorp (de la maison d'Oldenbourg) et de son épouse la grande-duchesse Anna Petrovna de Russie, fille de Pierre Ier le Grand et de Catherine Ire de Russie.
Pierre III fut empereur de Russie du 5 janvier 1762 au 9 juillet 1762, duc de Holstein-Gottorp de 1739 à 1762 (sous le nom de Carl Peter Ulrich de Holstein-Gottorp), pressenti pour devenir roi de Finlande lors de la tentative de création du royaume de Finlande de 1742.
Il devint donc le premier souverain russe de la branche de Holstein-Gottorp, branche qui reprit le nom de Romanov et qui régna sur la Russie jusqu'en 1917.

### Catherine II

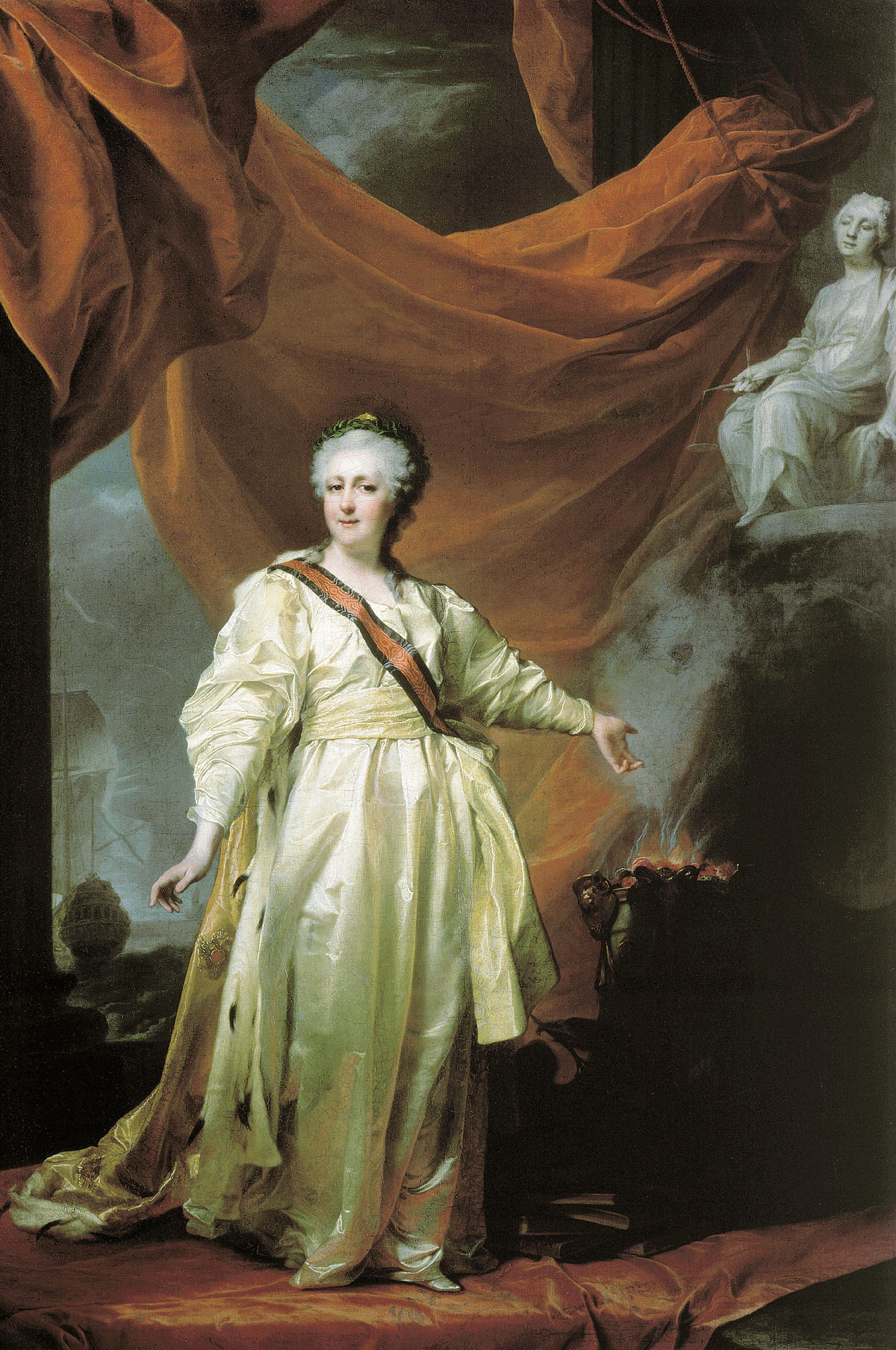
Portrait de Catherine II de Russie par Dmitri Levitsky, années 1780.

Catherine II (Екатерина II) (21 avril 1729 à Stettin en Poméranie - 6 novembre 1796 à Saint-Pétersbourg), née Sophie Augusta Fredericka d'Anhalt-Zerbst (en cyrillique : София-Фредерика-Августа Цербст-Ангальтская), surnommée Figchen, puis La Grande Catherine, est impératrice de Russie à partir du 28 juin 1762.

### PaulIer
Paul Ier de Russie (Павел I Петрович (Pavel I Pétrovitch)), (né le 1er octobre 1754 - assassiné le 23 mars 1801) fut empereur de Russie de 1796 à sa mort en 1801, duc de Holstein-Gottorp de 1762 à 1773 (Paul de Holstein-Gottorp). Il a occupé également les fonctions de Grand maître de l'ordre de Malte entre 1798 et 1801.
Traumatisé par le meurtre de son père par sa mère la tsarine Catherine II, il est souvent considéré comme déséquilibré mentalement. Il sera lui-même assassiné, et de forts doutes seront émis quant à l'implication de son fils, le futur Alexandre Ier dans son meurtre.

### AlexandreIer
Alexandre Ier Pavlovitch (Александр I Павлович), (né à Saint-Pétersbourg le 23 décembre 1777 et mort à Taganrog le 1er décembre 1825), fils de Paul Ier et de Sophie-Dorothée de Wurtemberg ; devenu tsar de Russie du 23 mars 1801 à la mort de son père Paul Ier (dans laquelle il est fortement suspecté d'avoir été impliqué) jusqu'à sa mort (autour de laquelle une aura de mystère a plané), roi de Pologne de 1815 à 1825, il épouse en 1793 Louise Augusta de Bade (1779-1826). Son règne coïncida presque exactement avec celui de Napoléon qu'il combattit à plusieurs reprises jusqu'à la bataille victorieuse de 1814.

### NicolasIer
Nicolas Ier Pavlovitch (Николай Павлович Рома́нов (Nikolaï Pavlovitch Romanov)) (6 juillet 1796 - 2 mars 1855) fut empereur de Russie, roi de Pologne et grand-duc de Finlande du 1er décembre 1825 jusqu'à sa mort. Il accède au trône à la mort (enveloppée de mystère) de son frère aîné Alexandre Ier et après le refus de son frère cadet Constantin de prendre la tête de l'Empire. Son influence sur le plan international fut très importante. Premier tsar à être confronté à l'agitation révolutionnaire, il est connu pour le régime autocratique réactionnaire qu'il instaura, qui permit l'expansion de l'Empire russe.

### Alexandre II

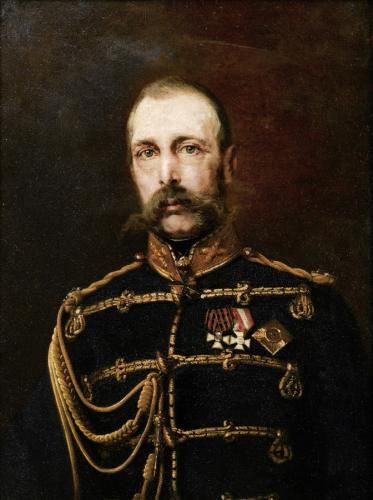
Alexandre II Nicolaïevitch.

Alexandre II (Александр II Николаевич) (Moscou, 29 avril 1818 - Saint-Pétersbourg, 13 mars 1881), fils de Nicolas Ier, empereur de Russie (2 mars 1855 - 13 mars 1881), dit le Libérateur. Il est également grand-duc de Finlande et roi de Pologne jusqu'en 1867, date à laquelle la Pologne est annexée dans l'empire russe. Il sera assassiné par des terroristes du mouvement nihiliste : après 6 tentatives d'assassinat ratées, une double explosion de bombe mettra fin à ses jours.

### Alexandre III
Alexandre Alexandrovitch Romanov ou Alexandre III (Александр III Александрович) (10 mars 1845 - 11 novembre 1894) fut l'avant-dernier empereur — император — à régner sur l'Empire russe. Son règne dura du 14 mars 1881 jusqu'à sa mort le 11 novembre 1894.

### Nicolas II
Nicolas II Alexandrovitch Romanov (Николай Александрович Романов), né le 6 mai 1868 à Tsarskoïe Selo, assassiné le 17 juillet 1918 à Iekaterinbourg, fut le dernier tsar couronné en Russie de 1895 à 1917. Son titre complet était « Nicolas II, par la grâce de Dieu empereur et autocrate de toutes les Russies » (Божию Милостию, Император и Самодержец Всероссийский en russe).

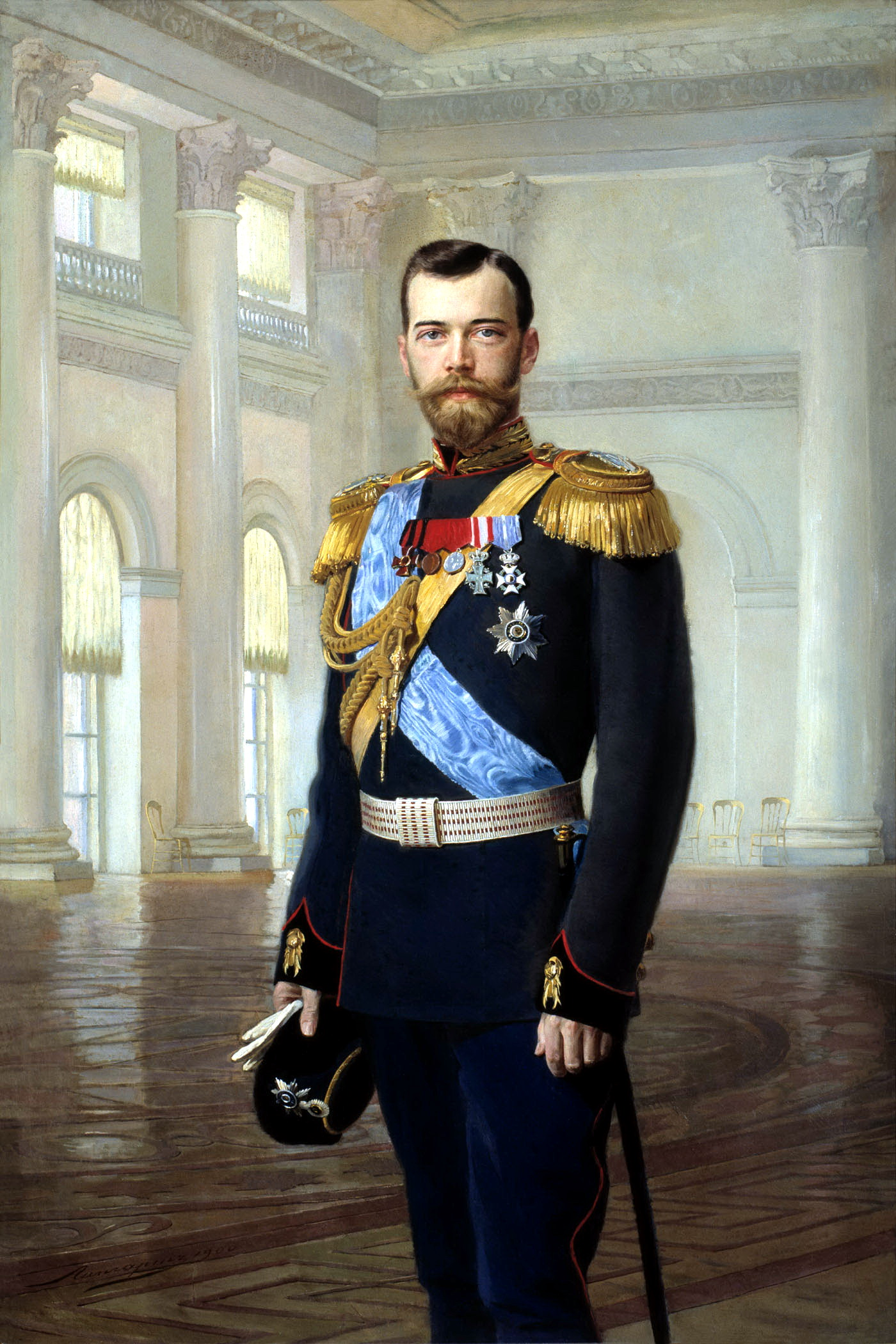
Le tsar Nicolas II de Russie peint par Earnest Lipgart.

Sur le plan intérieur, Nicolas II ne s'écarta pas de la politique conservatrice de son père, Alexandre III : sa première déclaration publique, lors de son avènement, condamna les zemstvo tolérés par Alexandre III.
En 1897, il envoya le général Golitsyne russifier les provinces du Caucase ; puis, en 1898, il nomma Nikolaï Bobrikov, gouverneur général de Finlande, qui entreprend alors de russifier la population.

#### Première Guerre mondiale
En juillet 1914, après l'attentat de Sarajevo et l'ultimatum adressé à la Serbie par l'Autriche-Hongrie, Nicolas II décréta la mobilisation générale afin de se préparer, au nom du panslavisme et des accords de défense, à se porter au secours de la Serbie, peuple slave et orthodoxe. L'engrenage des alliances conduisit la Russie à entrer dans la Première Guerre mondiale aux côtés de la France et de l'Angleterre, contre l'Allemagne, l'Autriche-Hongrie et l'Empire ottoman.
Les opérations militaires sur le front de l'Est s'ouvrirent par l'offensive des troupes russes en Prusse-Orientale et en Galicie, pour soulager les troupes franco-anglaises qui reculaient en France. Cette première offensive fut écrasée par Hindenburg à Tannenberg avec deux corps d'armée prélevés sur le front de l'Ouest, corps qui firent cruellement défaut à l'armée allemande durant la bataille de la Marne et dont l'absence permit le salut de la France.
En août 1915, Nicolas II prit les fonctions de commandant suprême des armées, écartant son oncle le grand-duc Nicolas Nikolaïevitch Romanov. Ce faisant, il laissait le pouvoir aux mains de l'impératrice Alexandra Feodorovna et de Raspoutine[réf. souhaitée]. Son quartier général était trop loin de Pétrograd.

### Mikhaïl Romanov
Mikhaïl Alexandrovitch Romanov (Михаил Александрович Романов) ou le grand-duc Michel de Russie, né le 22 novembre 1878 et mort assassiné le 12 juin 1918. Son frère Nicolas II abdique en sa faveur le 15 mars 1917, mais Michel renonce au trône dès le lendemain, marquant la fin du règne de la dynastie sur la Russie.

### Chute de la dynastie
L'abdication de Michel de Russie marque la fin du régime impérial en Russie. Les bolcheviks prennent le pouvoir en Octobre 1917 et tous les membres de la famille impériale sont placés en résidence surveillée. Entre 1918 et 1919, dix-huit membres de la famille Romanov sont assassinés, dont le Tsar Nicolas II, sa femme et ses enfants en juillet 1918.

### Querelle dynastique
Depuis 1991, la succession au trône russe est contestée, principalement en raison de désaccords sur la validité des mariages des dynastes.
La Grande-Duchesse Maria Vladimirovna de Russie revendique le titre d'impératrice et prétend que son unique enfant, George Mikhailovich de la Maison de Hohenzollern, est l'héritier présomptif.
D'autres ont argumenté en faveur des droits du feu Prince Nicolas Romanovitch, dont le frère, le Prince Dimitri Romanov, était l'héritier mâle suivant de sa lignée, après quoi il est passé au Prince Andreï Romanov, puis à son fils, le Prince Alexis Romanoff.
En 2014, une micronation se faisant appeler l'État monarchique souverain du Trône impérial, fondée en 2011 par le leader du Parti Monarchiste de Russie (en) Anton Bakov, a annoncé que le Prince Charles Emich de Leiningen, qui prétend être un descendant des Romanov toujours issu de la branche de Maria, était son souverain. En 2017, elle a changé de nom pour "Empire Romanov".

## Galerie

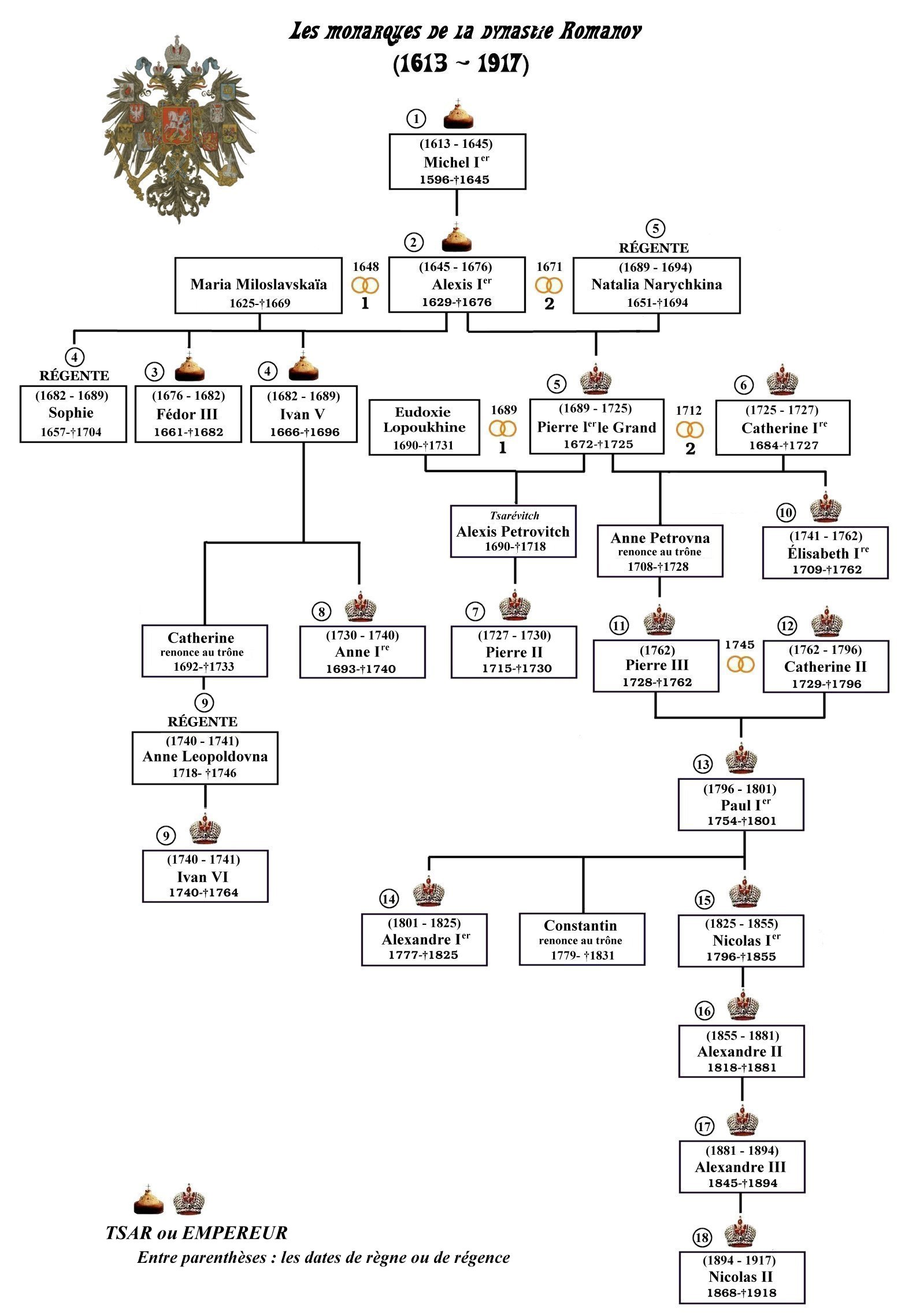
Les monarques de la dynastie Romanov (1613-1917).
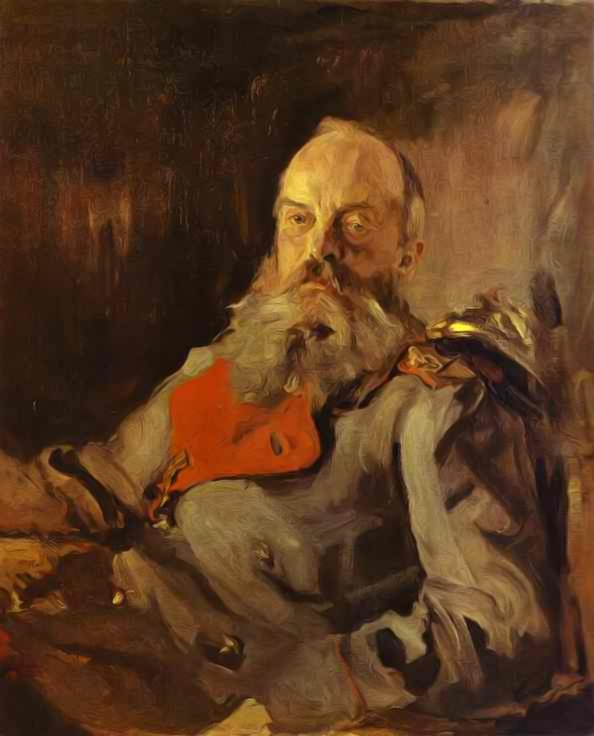
Mikhaïll Romanov (oncle de Nicolas II).
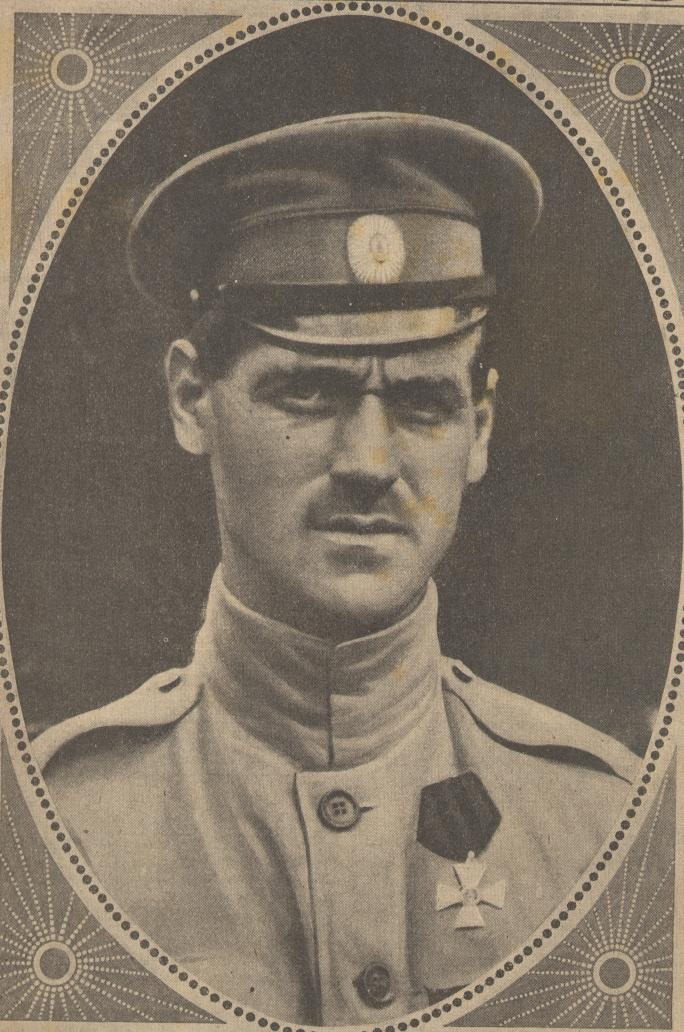
Michel Alexandrovitch de Russie.
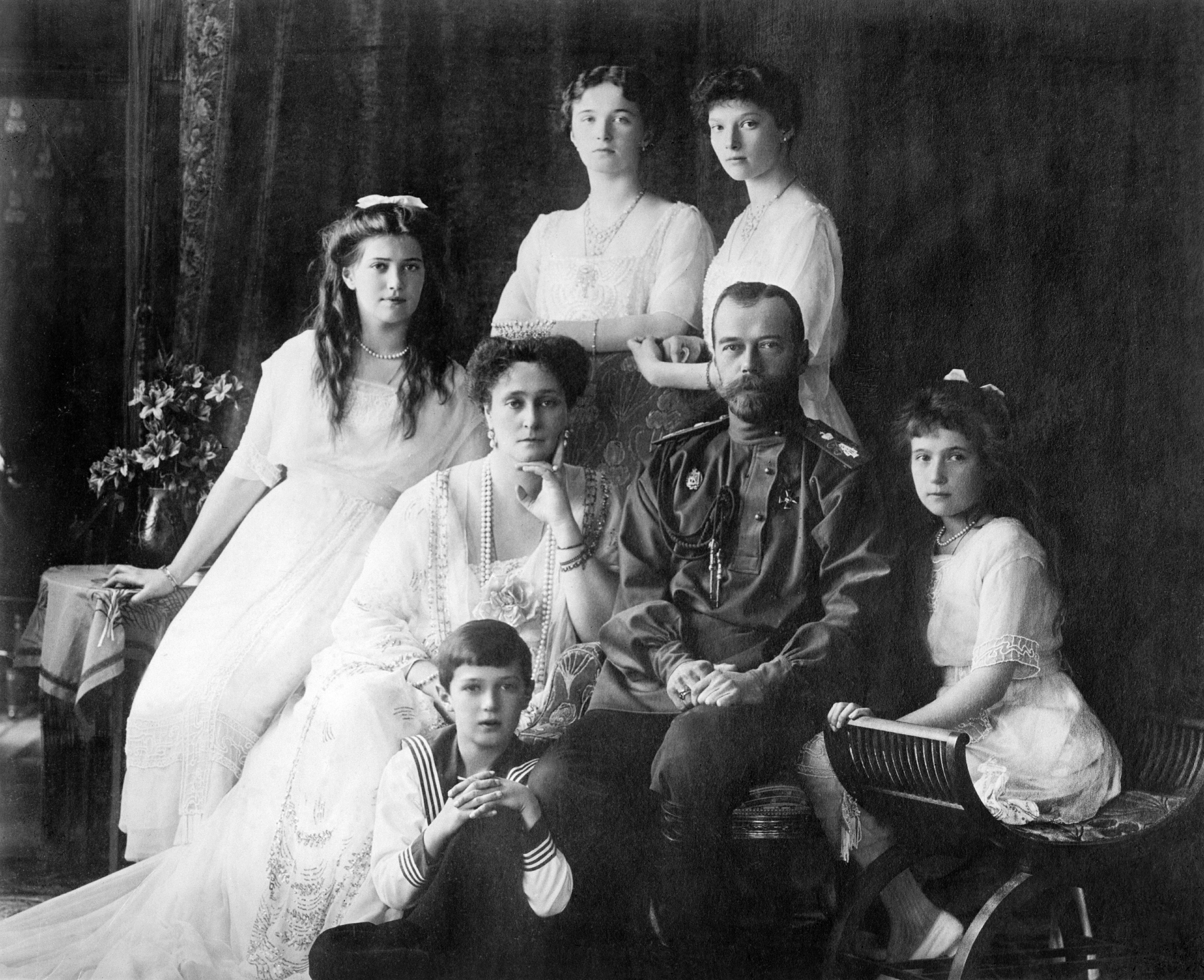
Nicolas II et sa famille.

## Généalogie détaillée

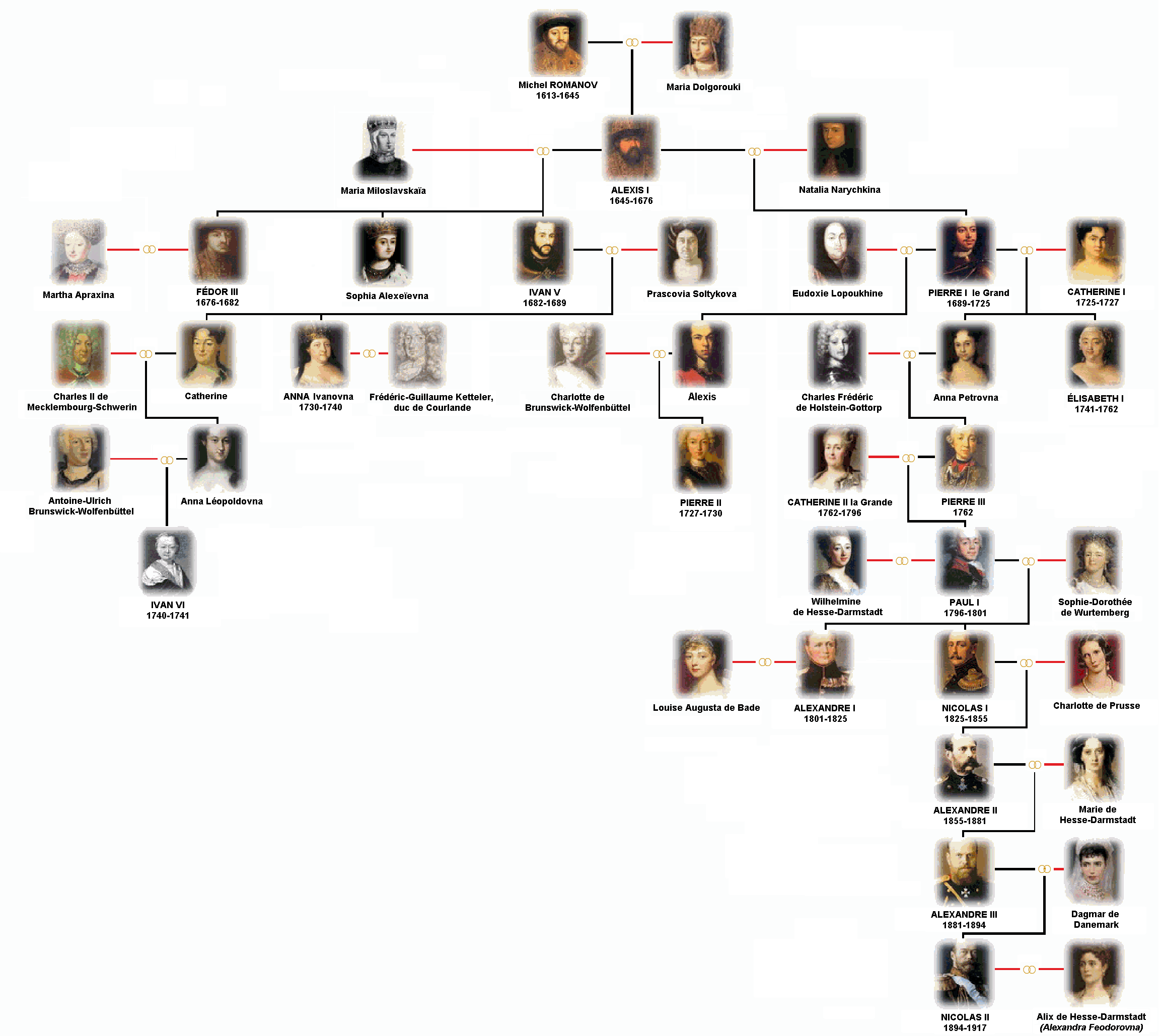
Genealogie de la maison Romanov

En italique : mariages morganatiques et descendance non dynaste.
```
Michel 
I
er
 (1596 † 1645), tsar de Russie
x 1) 
Maria Dolgoroukova
 (v.1601 † 1625)
x 2) 
Eudoxie Strechnieva
 (v.1608 † 1645)
│
├─2> 
Irène Mikhaïlovna
 (1627 † 1679)
│
├─2> 
Alexis 
I
er
 (1629 † 1676), tsar de Russie
│    x 1) 
Maria Miloslavskaïa
 (1624 † 1669)
│    x 2) 
Natalia Narychkina
 (1651 † 1694)
│    │
│    ├─1> Dmitri Alexeïevitch (1648 † 1649)
│    │
│    ├─1> Ievdokia Alexeïevna (1650 † 1712)
│    │
│    ├─1> Marthe Alexeïevna (1652 † 1707)
│    │
│    ├─1> Alexis Alexeïevitch (1654 † 1670)
│    │
│    ├─1> 
Sophie Alexeïevna
 (1657 † 1704), régente de Russie
│    │
│    ├─1> Catherine Alexeïevna (1658 † 1718)
│    │
│    ├─1> Marie Alexeïevna (1660 † 1723)
│    │
│    ├─1> 
Fédor III
 (1661 † 1682), tsar de Russie
│    │    x 1) 
Agaphia Grouchetskaïa
 (1663 † 1681)
│    │    x 2) 
Martha Apraxina
 (1664 † 1716)
│    │
│    ├─1> Théodosie Alexeïevna (1662 † 1713)
│    │
│    ├─1> Siméon Alexeïevitch (1665 † 1669)
│    │
│    ├─1> 
Ivan V
 (1666 † 1696), tsar de Russie
│    │    x 
Prascovia Saltykova
 (1664 † 1723)
│    │    │
│    │    ├─> 
Catherine Ivanovna
 (1691 † 1733)
│    │    │   x 
Charles-Léopold
 (1678 † 1747), duc de Mecklembourg-Schwerin
│    │    │
│    │    ├─> 
Anne
 (1693 † 1740), impératrice de Russie
│    │    │   x 
Frédéric III Guillaume Kettler
 (1692 † 1711), duc de Courlande
│    │    │
│    │    └─> Prascovia Ivanovna (1694 † 1731)
│    │
│    ├─2> 
Pierre 
I
er
 le Grand
 (1672 † 1725), tsar puis empereur de Russie
│    │    x 1) 
Eudoxie Lopoukhine
 (1669 † 1731)
│    │    x 2) 
Catherine 
I
re
 (1684 † 1727), impératrice de Russie
│    │    │
│    │    ├─1> 
Alexis Petrovitch
 (1690 † 1718)
│    │    │    x 
Charlotte-Christine de Brunswick-Wolfenbüttel
 (1694 † 1715)
│    │    │    │
│    │    │    ├─> 
Natalia Alexeïevna
 (1714 † 1728)
│    │    │    │
│    │    │    └─> 
Pierre 
II
 (1715 † 1730), empereur de Russie
│    │    │
│    │    ├─2> 
Anna Petrovna
 (1708 † 1728)
│    │    │    x 
Charles-Frédéric
 (1700 † 1739), duc de Holstein-Gottorp
│    │    │    
Maison de Holstein-Gottorp-Romanov

│    │    │    │
│    │    │    └─> 
Pierre 
III
 (1728 † 1762), empereur de Russie
│    │    │        x 
Catherine II
 (1729 † 1796), impératrice de Russie
│    │    │        │
│    │    │        └─> 
Paul 
I
er
 (1754 † 1801), empereur de Russie
│    │    │            x 1) 
Wilhelmine-Louise de Hesse-Darmstadt
 (1755 † 1776)
│    │    │            x 2) 
Sophie-Dorothée de Wurtemberg
 (1759 † 1828)
│    │    │            │
│    │    │            ├─2> 
Alexandre 
I
er
 (1777 † 1825), empereur de Russie
│    │    │            │    x 
Louise Augusta de Bade
 (1779 † 1826)
│    │    │            │
│    │    │            ├─2> 
Constantin Pavlovitch
 (1779 † 1831)
│    │    │            │    x 1) 
Julienne de Saxe-Cobourg-Saalfeld
 (1781 † 1860)
│    │    │            │    x 2) 
Joanna Grudzińska
 (1791 † 1831)
│    │    │            │
│    │    │            ├─2> 
Alexandra Pavlovna
 (1783 † 1801)
│    │    │            │    x 
Joseph de Habsbourg-Lorraine
 (1776 † 1847)
│    │    │            │
│    │    │            ├─2> 
Hélène Pavlovna
 (1784 † 1803)
│    │    │            │    x 
Frédéric-Louis de Mecklembourg-Schwerin
 (1778 † 1819)
│    │    │            │
│    │    │            ├─2> 
Marie Pavlovna
 (1786 † 1859)
│    │    │            │    x 
Charles-Frédéric
 (1783 † 1853), grand-duc de Saxe-Weimar-Eisenach
│    │    │            │
│    │    │            ├─2> 
Catherine Pavlovna
 (1788 † 1819)
│    │    │            │    x 1) 
Georges
 (1784 † 1812), duc d'Oldenbourg
│    │    │            │    x 2) 
Guillaume 
I
er
 (1781 † 1864), roi de Wurtemberg
│    │    │            │
│    │    │            ├─2> 
Olga Pavlovna
 (1792 † 1795)
│    │    │            │
│    │    │            ├─2> 
Anna Pavlovna
 (1795 † 1865)
│    │    │            │    x 
Guillaume 
II
 (1792 † 1849), roi des Pays-Bas
│    │    │            │
│    │    │            ├─2> 
Nicolas 
I
er
 (1796 † 1855), empereur de Russie
│    │    │            │    x 
Charlotte de Hohenzollern
 (1798 † 1860)
│    │    │            │    │
│    │    │            │    ├─> 
Alexandre 
II
 (1818 † 1881), empereur de Russie
│    │    │            │    │   x 1) 
Marie de Hesse-Darmstadt
 (1824 † 1880)
│    │    │            │    │   x 2) 
Catherine Dolgoroukova
 (1847 † 1922)
│    │    │            │    │   │
│    │    │            │    │   ├─1> 
Alexandra Alexandrovna
 (1842 † 1849)
│    │    │            │    │   │
│    │    │            │    │   ├─1> 
Nicolas Alexandrovitch
 (1843 † 1865)
│    │    │            │    │   │
│    │    │            │    │   ├─1> 
Alexandre 
III
 (1845 † 1894), empereur de Russie
│    │    │            │    │   │    x 
Dagmar de Danemark
 (1847 † 1928)
│    │    │            │    │   │    │
│    │    │            │    │   │    ├─> 
Nicolas 
II
 (1868 † 1918), empereur de Russie
│    │    │            │    │   │    │   x 
Alix de Hesse-Darmstadt
 (1872 † 1918)
│    │    │            │    │   │    │   │
│    │    │            │    │   │    │   ├─> 
Olga Nikolaïevna
 (1895 † 1918)
│    │    │            │    │   │    │   │
│    │    │            │    │   │    │   ├─> 
Tatiana Nikolaïevna
 (1897 † 1918)
│    │    │            │    │   │    │   │
│    │    │            │    │   │    │   ├─> 
Maria Nikolaïevna
 (1899 † 1918)
│    │    │            │    │   │    │   │
│    │    │            │    │   │    │   ├─> 
Anastasia Nikolaïevna
 (1901 † 1918)
│    │    │            │    │   │    │   │
│    │    │            │    │   │    │   └─> 
Alexis Nikolaïevitch
 (1904 † 1918)
│    │    │            │    │   │    │
│    │    │            │    │   │    ├─> 
Alexandre Alexandrovitch
 (1869 † 1870)
│    │    │            │    │   │    │
│    │    │            │    │   │    ├─> 
Georges Aleksandrovitch
 (1871 † 1899)
│    │    │            │    │   │    │
│    │    │            │    │   │    ├─> 
Xenia Alexandrovna
 (1875 † 1960)
│    │    │            │    │   │    │   x 
Alexandre Mikhaïlovitch de Russie
 (1866 † 1933)
│    │    │            │    │   │    │
│    │    │            │    │   │    ├─> 
Michel Alexandrovitch
 (1878 † 1918)
│    │    │            │    │   │    │   x 
Natalia Cheremetievskaïa
 (1880 † 1952)
│    │    │            │    │   │    │   │
│    │    │            │    │   │    │   └─> 
Georges Brassov
 (1910 † 1931)
│    │    │            │    │   │    │
│    │    │            │    │   │    └─> 
Olga Alexandrovna
 (1882 † 1960)
│    │    │            │    │   │        x 1) 
Pierre d'Oldenbourg
 (1868 † 1924)
│    │    │            │    │   │        x 2) 
Nikolaï Koulikovsky
 (1881 † 1958)
│    │    │            │    │   │
│    │    │            │    │   ├─1> 
Vladimir Alexandrovitch
 (1847 † 1909)
│    │    │            │    │   │    x 
Marie de Mecklembourg-Schwerin
 (1854 † 1920)
│    │    │            │    │   │    │
│    │    │            │    │   │    ├─> 
Cyrille Vladimirovitch
 (1876 † 1938)
│    │    │            │    │   │    │   x 
Victoria-Mélita de Saxe-Cobourg-Gotha
 (1876 † 1936)
│    │    │            │    │   │    │   │
│    │    │            │    │   │    │   ├─> 
Maria Kirillovna
 (1907 † 1951)
│    │    │            │    │   │    │   │   x 
Frédéric Charles
 (1898 † 1946), prince de Leiningen
│    │    │            │    │   │    │   │
│    │    │            │    │   │    │   ├─> 
Kira Kirillovna
 (1909 † 1967)
│    │    │            │    │   │    │   │   x 
Louis-Ferdinand de Prusse
 (1907 † 1994)
│    │    │            │    │   │    │   │
│    │    │            │    │   │    │   └─> 
Vladimir Kirillovitch
 (1917 † 1992)
│    │    │            │    │   │    │       x 
Léonida Bagration-Moukhranskaïa
 (1914 † 2010)
│    │    │            │    │   │    │       │
│    │    │            │    │   │    │       └─> 
Maria Vladimirovna
 (1953)
│    │    │            │    │   │    │           x François-Guillaume de Prusse (1943)
│    │    │            │    │   │    │
│    │    │            │    │   │    ├─> 
Boris Vladimirovitch
 (1877 † 1943)
│    │    │            │    │   │    │   x 
Zinaïda Rachevskaïa
 (1898 † 1963)
│    │    │            │    │   │    │
│    │    │            │    │   │    ├─> 
Andreï Vladimirovitch
 (1879 † 1956)
│    │    │            │    │   │    │   x 
Mathilde Kschessinska
 (1872 † 1971)
│    │    │            │    │   │    │   │
│    │    │            │    │   │    │   └─> 
Vladimir Romanovsky-Krasinsky
 (1902 † 1974)
│    │    │            │    │   │    │
│    │    │            │    │   │    └─> 
Hélène Vladimirovna
 (1882 † 1957)
│    │    │            │    │   │        x 
Nicolas de Grèce
 (1872 † 1938)
│    │    │            │    │   │
│    │    │            │    │   ├─1> 
Alexis Alexandrovitch
 (1850 † 1908)
│    │    │            │    │   │    x 
Alexandra Joukovskaïa
 (1842 † 1899)
│    │    │            │    │   │    │
│    │    │            │    │   │    └─> 
Alexis Belevski-Joukovski
 (1871 † v.1931)
│    │    │            │    │   │        │
│    │    │            │    │   │        └─> 
Descendance non dynaste

│    │    │            │    │   │
│    │    │            │    │   ├─1> 
Maria Alexandrovna
 (1853 † 1920)
│    │    │            │    │   │    x 
Alfred 
I
er
 (1844 † 1900), duc de Saxe-Cobourg et Gotha
│    │    │            │    │   │
│    │    │            │    │   ├─1> 
Serge Alexandrovitch
 (1857 † 1905)
│    │    │            │    │   │    x 
Élisabeth de Hesse-Darmstadt
 (1864 † 1918)
│    │    │            │    │   │
│    │    │            │    │   ├─1> 
Paul Alexandrovitch
 (1860 † 1919)
│    │    │            │    │   │    x 1) 
Alexandra de Grèce
 (1870 † 1891)
│    │    │            │    │   │    x 2) 
Olga Paley
 (1865 † 1929)
│    │    │            │    │   │    │
│    │    │            │    │   │    ├─1> 
Marie Pavlovna
 (1890 † 1958)
│    │    │            │    │   │    │    x 1) 
Guillaume de Suède
 (1884 † 1965)
│    │    │            │    │   │    │    x 2) Sergueï Poutiatine (1893 † 1966)
│    │    │            │    │   │    │
│    │    │            │    │   │    ├─1> 
Dimitri Pavlovitch
 (1891 † 1942)
│    │    │            │    │   │    │    x 
Audrey Emery
 (1904 † 1971)
│    │    │            │    │   │    │    │
│    │    │            │    │   │    │    └─> 
Paul Ilyinsky
 (1928 † 2004)
│    │    │            │    │   │    │        x 1) Mary Evelyn Prince
│    │    │            │    │   │    │        x 2) Angelica Philippa Kauffmann
│    │    │            │    │   │    │        │
│    │    │            │    │   │    │        └─> 
Descendance non dynaste

│    │    │            │    │   │    │
│    │    │            │    │   │    ├─2> 
Vladimir Paley
 (1897 † 1918)
│    │    │            │    │   │    │
│    │    │            │    │   │    ├─2> 
Irène Paley
 (1903 † 1990)
│    │    │            │    │   │    │    x 1) 
Fiodor Alexandrovitch de Russie
 (1898 † 1968)
│    │    │            │    │   │    │    x 2) Hubert de Monbrison (1892 † 1981)
│    │    │            │    │   │    │
│    │    │            │    │   │    └─2> 
Nathalie Paley
 (1905 † 1981)
│    │    │            │    │   │         x 1) 
Lucien Lelong
 (1889 † 1958)
│    │    │            │    │   │         x 2) John C. Wilson (1899 † 1961)
│    │    │            │    │   │
│    │    │            │    │   ├─2> 
Georges Yourievski
 (1872 † 1913)
│    │    │            │    │   │    x Alexandra von Zarnekau (1883 † 1957)
│    │    │            │    │   │    │
│    │    │            │    │   │    └─> 
Descendance non dynaste

│    │    │            │    │   │
│    │    │            │    │   ├─2> 
Olga Iourievskaïa
 (1873 † 1925)
│    │    │            │    │   │    x Georges-Nicolas de Merenberg (1871 † 1948)
│    │    │            │    │   │
│    │    │            │    │   └─2> 
Catherine Iourievskaïa
 (1878 † 1959)
│    │    │            │    │        x 1) Alexandre Bariatinski (1870 † 1910)
│    │    │            │    │        x 2) 
Serge Obolensky
 (1890 † 1978)
│    │    │            │    │
│    │    │            │    ├─> 
Marie Nikolaïevna
 (1819 † 1876)
│    │    │            │    │   x 1) 
Maximilien de Leuchtenberg
 (1817 † 1852)
│    │    │            │    │   x 2) Grigori Stroganov (1824 † 1879)
│    │    │            │    │
│    │    │            │    ├─> 
Olga Nikolaïevna
 (1822 † 1892)
│    │    │            │    │   x 
Charles 
I
er
 (1823 † 1891), roi de Wurtemberg
│    │    │            │    │
│    │    │            │    ├─> 
Alexandra Nikolaïevna
 (1825 † 1844)
│    │    │            │    │   x 
Frédéric de Hesse-Cassel
 (1820 † 1884)
│    │    │            │    │
│    │    │            │    ├─> 
Constantin Nikolaïevitch
 (1827 † 1892)
│    │    │            │    │   x 
Alexandra de Saxe-Altenbourg
 (1830 † 1911)
│    │    │            │    │   │
│    │    │            │    │   ├─> 
Nicolas Constantinovitch
 (1850 † 1918)
│    │    │            │    │   │   x Nadejda von Dreyer (1861 † 1929)
│    │    │            │    │   │   │
│    │    │            │    │   │   ├─> Artemi Nikolaïevitch (1883 † 1919)
│    │    │            │    │   │   │
│    │    │            │    │   │   └─> Alexandre Nikolaïevitch (1887 † 1957)
│    │    │            │    │   │       x 1) Olga Rogovskaïa (1893 † 1962)
│    │    │            │    │   │       x 2) Natalia Khanykova (1893 † 1982)
│    │    │            │    │   │       │
│    │    │            │    │   │       ├─1> Kirill Alexandrovitch (1914 † 1992)
│    │    │            │    │   │       │
│    │    │            │    │   │       └─1> 
Natalia Alexandrovna
 (1917 † 1999)
│    │    │            │    │   │            x Nicolas Dostal (1909 † 1959)
│    │    │            │    │   │
│    │    │            │    │   ├─> 
Olga Constantinovna
 (1851 † 1926)
│    │    │            │    │   │   x 
Georges 
I
er
 (1845 † 1913), roi des Hellènes
│    │    │            │    │   │
│    │    │            │    │   ├─> 
Vera Constantinovna
 (1854 † 1912)
│    │    │            │    │   │   x 
Eugène de Wurtemberg
 (1846 † 1877)
│    │    │            │    │   │
│    │    │            │    │   ├─> 
Constantin Constantinovitch
 (1858 † 1915)
│    │    │            │    │   │   x 
Élisabeth de Saxe-Altenbourg
 (1865 † 1927)
│    │    │            │    │   │   │
│    │    │            │    │   │   ├─> 
Ioann Constantinovitch
 (1886 † 1918)
│    │    │            │    │   │   │   x 
Hélène de Serbie
 (1884 † 1962)
│    │    │            │    │   │   │   │
│    │    │            │    │   │   │   ├─> 
Vsevolod Ivanovitch
 (1914 † 1973)
│    │    │            │    │   │   │   │   x 1) 
Mary Lygon
 (1910 † 1982)
│    │    │            │    │   │   │   │   x 2) Emilia de Gosztonyi (1914 † 1993)
│    │    │            │    │   │   │   │   x 3) Valli Knust (1930 † 2012)
│    │    │            │    │   │   │   │
│    │    │            │    │   │   │   └─> 
Catherine Ivanovna
 (1915 † 2007)
│    │    │            │    │   │   │       x Ruggero Farace (1909 † 1970)
│    │    │            │    │   │   │
│    │    │            │    │   │   ├─> 
Gabriel Constantinovitch
 (1887 † 1955)
│    │    │            │    │   │   │   x 1) 
Antonina Nesterovskaïa
 (1890 † 1950)
│    │    │            │    │   │   │   x 2) Irina Kourakina (1903 † 1993)
│    │    │            │    │   │   │
│    │    │            │    │   │   ├─> 
Tatiana Constantinovna
 (1890 † 1979)
│    │    │            │    │   │   │   x 1) Constantin Bagration-Moukhranski (1889 † 1915)
│    │    │            │    │   │   │   x 2) Alexandre Korotchenzov (1878 † 1922)
│    │    │            │    │   │   │
│    │    │            │    │   │   ├─> 
Constantin Constantinovitch
 (1891 † 1918)
│    │    │            │    │   │   │
│    │    │            │    │   │   ├─> 
Oleg Constantinovitch
 (1892 † 1914)
│    │    │            │    │   │   │
│    │    │            │    │   │   ├─> 
Igor Constantinovitch
 (1894 † 1918)
│    │    │            │    │   │   │
│    │    │            │    │   │   ├─> 
Georges Constantinovitch
 (1903 † 1938)
│    │    │            │    │   │   │
│    │    │            │    │   │   └─> 
Vera Constantinovna
 (1906 † 2001)
│    │    │            │    │   │
│    │    │            │    │   ├─> 
Dimitri Constantinovitch
 (1860 † 1919)
│    │    │            │    │   │
│    │    │            │    │   └─> 
Viatcheslav Constantinovitch
 (1862 † 1879)
│    │    │            │    │
│    │    │            │    ├─> 
Nicolas Nikolaïevitch
 (1831 † 1891)
│    │    │            │    │   x 
Alexandra d'Oldenbourg
 (1838 † 1900)
│    │    │            │    │   │
│    │    │            │    │   ├─> 
Nicolas Nikolaïevitch
 (1856 † 1929)
│    │    │            │    │   │   x 
Anastasia de Monténégro
 (1868 † 1935)
│    │    │            │    │   │
│    │    │            │    │   └─> 
Pierre Nikolaïevitch
 (1864 † 1931)
│    │    │            │    │       x 
Militza de Monténégro
 (1866 † 1951)
│    │    │            │    │       │
│    │    │            │    │       ├─> 
Marina Petrovna
 (1892 † 1981)
│    │    │            │    │       │   x Alexandre Golitsyne († 1973)
│    │    │            │    │       │
│    │    │            │    │       ├─> 
Roman Petrovitch
 (1896 † 1978)
│    │    │            │    │       │   x Prascovia Cheremetieva (1901 † 1980)
│    │    │            │    │       │   │
│    │    │            │    │       │   ├─> 
Nicolas Romanovitch
 (1922 † 2014)
│    │    │            │    │       │   │   x Sveva della Gherardesca (1930)
│    │    │            │    │       │   │   │
│    │    │            │    │       │   │   ├─> Natalia Nikolaïevna (1952)
│    │    │            │    │       │   │   │   x Giuseppe Consolo (1948)
│    │    │            │    │       │   │   │
│    │    │            │    │       │   │   ├─> Élisabeth Nikolaïevna (1956)
│    │    │            │    │       │   │   │   x Mauro Bonacini (1950)
│    │    │            │    │       │   │   │
│    │    │            │    │       │   │   └─> Tatiana Nikolaïevna (1961)
│    │    │            │    │       │   │       x 1) Giambattista Alessandri (1958)
│    │    │            │    │       │   │       x 2) Giancarlo Tirotti (1947)
│    │    │            │    │       │   │
│    │    │            │    │       │   └─> 
Dimitri Romanovitch
 (1926 † 2016)
│    │    │            │    │       │       x 1) Johanna von Kauffmann (1936 † 1989)
│    │    │            │    │       │       x 2) Dorrit Reventlow (1942)
│    │    │            │    │       │
│    │    │            │    │       └─> 
Nadejda Petrovna
 (1898 † 1988)
│    │    │            │    │           x Nicolas Orlov (1891 † 1961)
│    │    │            │    │
│    │    │            │    └─> 
Michel Nikolaïevitch
 (1832 † 1909)
│    │    │            │        x 
Cécile de Bade
 (1839 † 1891)
│    │    │            │        │
│    │    │            │        ├─> 
Nicolas Mikhaïlovitch
 (1859 † 1919)
│    │    │            │        │
│    │    │            │        ├─> 
Anastasia Mikhaïlovna
 (1860 † 1922)
│    │    │            │        │   x 
Frédéric-François III de Mecklembourg-Schwerin
 (1851 † 1897)
│    │    │            │        │
│    │    │            │        ├─> 
Michel Mikhaïlovitch
 (1861 † 1929)
│    │    │            │        │   x Sophie de Merenberg (1868 † 1927)
│    │    │            │        │   │
│    │    │            │        │   ├─> Anastasia Mikhaïlovna (1892 † 1977)
│    │    │            │        │   │   x Harold Augustus Wernher (1893 † 1973)
│    │    │            │        │   │
│    │    │            │        │   ├─> 
Nadejda Mikhaïlovna
 (1896 † 1963)
│    │    │            │        │   │   x 
George Mountbatten
 (1892 † 1938)
│    │    │            │        │   │
│    │    │            │        │   └─> Michel Mikhaïlovitch (1898 † 1959)
│    │    │            │        │
│    │    │            │        ├─> 
Georges Mikhaïlovitch
 (1863 † 1919)
│    │    │            │        │   x 
Marie de Grèce
 (1876 † 1940)
│    │    │            │        │   │
│    │    │            │        │   ├─> 
Nina Gueorguievna
 (1901 † 1974)
│    │    │            │        │   │   x Paul Chavchavadze (1899 † 1971)
│    │    │            │        │   │
│    │    │            │        │   └─> 
Xenia Gueorguievna
 (1903 † 1965)
│    │    │            │        │       x 1) William B. Leeds Jr. (1902 † 1971)
│    │    │            │        │       x 2) Herman Jud (1911 † 1987)
│    │    │            │        │
│    │    │            │        ├─> 
Alexandre Mikhaïlovitch
 (1866 † 1933)
│    │    │            │        │   x 
Xenia Alexandrovna de Russie
 (1875 † 1960)
│    │    │            │        │   │
│    │    │            │        │   ├─> 
Irina Alexandrovna
 (1895 † 1970)
│    │    │            │        │   │   x 
Félix Ioussoupov
 (1887 † 1967)
│    │    │            │        │   │
│    │    │            │        │   ├─> 
Andreï Alexandrovitch
 (1897 † 1981)
│    │    │            │        │   │   x 1) Elisabetta di Sasso Ruffo (1886 † 1940)
│    │    │            │        │   │   x 2) Nadine McDougall (1908 † 2000)
│    │    │            │        │   │   │
│    │    │            │        │   │   ├─1> Xenia Andreïevna (1919 † 2000)
│    │    │            │        │   │   │    x 1) Calhoun Ancrum (1915 † 1990)
│    │    │            │        │   │   │    x 2) Geoffrey Tooth (1908 † 1998)
│    │    │            │        │   │   │
│    │    │            │        │   │   ├─1> 
Michel Andreïevitch
 (1920 † 2008)
│    │    │            │        │   │   │    x 1) Jill Esther Blanche Murphy (1921 † 2006)
│    │    │            │        │   │   │    x 2) Shirley Cramond (1916 † 1983)
│    │    │            │        │   │   │    x 3) Giulia Crespi (1930)
│    │    │            │        │   │   │
│    │    │            │        │   │   ├─1> 
Andreï Andreïevitch
 (1923 † 2021)
│    │    │            │        │   │   │    x 1) Elena Dournova (1927 † 1992)
│    │    │            │        │   │   │    x 2) Kathleen Norris (1935 † 1967)
│    │    │            │        │   │   │    x 3) Inez Storer (1933)
│    │    │            │        │   │   │    │
│    │    │            │        │   │   │    ├─1> 
Alexis Andreïevitch
 (1953)
│    │    │            │        │   │   │    │    x Zoetta Leisy (1956)
│    │    │            │        │   │   │    │
│    │    │            │        │   │   │    ├─2> Pierre Andreïevitch (1961)
│    │    │            │        │   │   │    │    x Barbara Anne Jurgens (1968)
│    │    │            │        │   │   │    │
│    │    │            │        │   │   │    └─2> Andreï Andreïevitch (1963)
│    │    │            │        │   │   │         x Elizabeth Flores (1964)
│    │    │            │        │   │   │
│    │    │            │        │   │   └─2> Olga Andreïevna (1950)
│    │    │            │        │   │        x Thomas Mathew (1945)
│    │    │            │        │   │
│    │    │            │        │   ├─> 
Fiodor Alexandrovitch
 (1898 † 1968)
│    │    │            │        │   │   x 
Irène Paley
 (1903 † 1990)
│    │    │            │        │   │   │
│    │    │            │        │   │   └─> 
Michel Feodorovitch
 (1924 † 2008)
│    │    │            │        │   │       x 1) Helga Staufenberger (1926)
│    │    │            │        │   │       x 2) Maria de las Mercedes Ustrell-Cabani (1960)
│    │    │            │        │   │       │
│    │    │            │        │   │       └─1> Michel Mikhaïlovitch (1959 † 2001)
│    │    │            │        │   │
│    │    │            │        │   ├─> 
Nikita Alexandrovitch
 (1900 † 1974)
│    │    │            │        │   │   x Maria Vorontsova-Dachkova (1903 † 1997)
│    │    │            │        │   │   │
│    │    │            │        │   │   ├─> 
Nikita Nikitich
 (1923 † 2007)
│    │    │            │        │   │   │   x Jane Anna Schoenwald (1933 † 2017)
│    │    │            │        │   │   │   │
│    │    │            │        │   │   │   └─> Fiodor Nikititch (1974 † 2007)
│    │    │            │        │   │   │
│    │    │            │        │   │   └─> 
Alexandre Nikititch
 (1929 † 2002)
│    │    │            │        │   │       x Maria Valguarnera (1931)
│    │    │            │        │   │
│    │    │            │        │   ├─> 
Dimitri Alexandrovitch
 (1901 † 1980)
│    │    │            │        │   │   x 1) Marina Golenistcheva-Koutouzova (1912 † 1969)
│    │    │            │        │   │   x 2) Sheila Chisholm (1895 † 1969)
│    │    │            │        │   │   │
│    │    │            │        │   │   └─1> Nadejda Dmitrievna (1933 † 2002)
│    │    │            │        │   │
│    │    │            │        │   ├─> 
Rostislav Alexandrovitch
 (1902 † 1978)
│    │    │            │        │   │   x 1) Alexandra Galitzine (1905 † 2006)
│    │    │            │        │   │   x 2) Alice Eilken (1923 † 1996)
│    │    │            │        │   │   x 3) Hedwig Maria Gertrud Eva von Chappuis (1905 † 1997)
│    │    │            │        │   │   │
│    │    │            │        │   │   ├─1> Rostislav Rostislavovitch (1938 † 1999)
│    │    │            │        │   │   │    x 1) Stephena Verdel Cook
│    │    │            │        │   │   │    x 2) Christia Ipsen (1949)
│    │    │            │        │   │   │    │
│    │    │            │        │   │   │    ├─1> Stephena Rostislavovna (1963)
│    │    │            │        │   │   │    │
│    │    │            │        │   │   │    ├─2> Alexandra Rostislavovna (1983)
│    │    │            │        │   │   │    │
│    │    │            │        │   │   │    ├─2> Rostislav Rostislavovitch (1985)
│    │    │            │        │   │   │    │    x Foteini Georganta (1979)
│    │    │            │        │   │   │    │    │
│    │    │            │        │   │   │    │    └─> Rostislav Rostislavovitch (2013)
│    │    │            │        │   │   │    │
│    │    │            │        │   │   │    └─2> Nikita Rostislavovitch (1987)
│    │    │            │        │   │   │
│    │    │            │        │   │   └─2> Nicholas Rostislavovitch (1945 † 2000)
│    │    │            │        │   │
│    │    │            │        │   └─> 
Vassili Alexandrovitch
 (1907 † 1989)
│    │    │            │        │       x Natalia Golitsyna (1907 † 1989)
│    │    │            │        │       │
│    │    │            │        │       └─> Marina Vassilievna (1940)
│    │    │            │        │
│    │    │            │        ├─> 
Serge Mikhaïlovitch
 (1869 † 1918)
│    │    │            │        │
│    │    │            │        └─> 
Alexis Mikhaïlovitch
 (1875 † 1895)
│    │    │            │
│    │    │            └─2> 
Michel Pavlovitch
 (1798 † 1849)
│    │    │                 x 
Charlotte de Wurtemberg
 (1807 † 1873)
│    │    │                 │
│    │    │                 ├─> 
Marie Mikhaïlovna
 (1825 † 1846)
│    │    │                 │
│    │    │                 ├─> 
Élisabeth Mikhaïlovna
 (1826 † 1845)
│    │    │                 │   x 
Adolphe
 (1817 † 1905), grand-duc de Luxembourg
│    │    │                 │
│    │    │                 └─> 
Catherine Mikhaïlovna
 (1827 † 1894)
│    │    │                     x 
Georges-Auguste
 (1824 † 1876), grand-duc de Mecklembourg-Strelitz
│    │    │
│    │    ├─2> 
Élisabeth 
I
re
 (1709 † 1762), impératrice de Russie
│    │    │
│    │    ├─2> Pierre Petrovitch (1715 † 1719)
│    │    │
│    │    └─2> Natalia Petrovna (1718 † 1725)
│    │
│    └─2> 
Natalia Alekseïevna
 (1673 † 1716)
│
├─2> Anne Mikhaïlovna (1630 † 1692)
│
├─2> Ivan Mikhaïlovitch (1633 † 1639)
│
├─2> Sophie Mikhaïlovna (1634 † 1636)
│
└─2> Tatiana Mikhaïlovna (1636 † 1706)
```